# Association des artistes finlandais
Pour les articles homonymes, voir STS.
L'Association des artistes finlandais (finnois : Suomen Taiteilijaseura, sigle STS) est une association nationale d'artistes des arts visuels fondée en 1864 en Finlande.

## Présentation

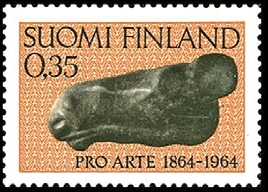
Timbre avec une photographie de la publié en l'honneur du 100e anniversaire de l'Association des artistes finlandais.

L'association regroupe environ 3 000 artistes professionnels.
À ses débuts, l'Association des artistes finlandais était commune à tous les domaines de l'art, de même que de nombreuses associations d'artistes. Peu à peu, des branches artistiques ont créé leurs propres associations et l’Association des artistes est devenue une association d’artistes visuels.
En 1952, elle devint une organisation parapluie couvrant l'ensemble du pays, qui regroupe aujourd'hui le syndicat des sculpteurs finlandais, le syndicat des peintres finlandais, l'association finlandaise des artistes graphiques, l'association finlandaise des organismes de peinture, le syndicat des artistes photographes et le Muu,.